# Juan Ignacio Suárez Huape
Juan Ignacio Suárez Huape (Michoacán de Ocampo, México; 15 de marzo de 1960 - Cuernavaca, Morelos; 20 de mayo de 2015) fue un activista social y político mexicano. Miembro fundador del Partido de la Revolución Democrática en el estado de Morelos. Fue diputado en la XLVII Legislatura Local (1997-2000).

## Primeros años
Nació en el estado de Michoacán, no obstante, Suárez Huape se crio y creció al sur del Estado de Morelos, en el municipio de Jojutla de Juárez. Cursó la licenciatura en Estudios Latinoamericanos en la Universidad Nacional Autónoma de México.

## Vida política
Era militante y fundador del Partido de la revolución Democrática. Fue presidente y consejero estatal del PRD y diputado por el mismo partido local en la XLVII Legislatura Local (1997-2000) en donde presidió la Comisión de Justicia y Derechos Humanos del Congreso estatal.

### Juicio político en contra de Jorge Carrillo Olea
Durante el año de 1998, Suárez Huape y otros legisladores promovieron un juicio político en contra del entonces gobernador de la entidad, Jorge Carrilo Olea, acusando al general en retiro de haber permitido el desarrollo de la delincuencia organizada en el interior y exterior de Morelos. El entonces secretario de Gobernación, Francisco Labastida, les pidió retirar la solicitud. Como se negaron, Labastida pidió que se le permitiera presentar su renuncia. El 3 de junio de 1998, el Congreso de Morelos realizó un juicio político en contra de Carrillo Olea y resolvió que fue encontrado responsable de causar graves perjuicios a los intereses públicos fundamentales, como consecuencia del abandono y desatención injustificada de las funciones que se le encomendaron, violentando con ello los derechos constitucionales de los Morelenses, como consecuencia, Carrillo Olea dejó la gubernatura de Morelos y lo inhabilitaron por 14 años. Este acto fue un verdadero parteagüas en la historia política del Estado.

## Activismo Social
Juan Ignacio "Nacho" Huape estuvo siempre ligado a las luchas sociales dentro y fuera del Estado de Morelos, siendo una figura clave tanto en lo político como en lo social.

#### Unión Popular Cañera y Comunidades Eclesiales de Base
En el año de 1987 fundó la Unión Popular Cañera (UPC) junto con Julián Vences, José Basurto, Agustín Figueroa, Federico Castillo y otros líderes de la zona sur de Morelos, emprendiendo acciones de desobediencia y resistencia social civil frente a las medidas impopulares por parte del gobierno estatal, la UPC desplegó su movimiento en la zona cañera pero su acción se extendía a otras regiones, protagonizando una lucha frontal ante los cobros injustificados de la luz y contra la carestía de vida. Los años 80 impulsaron a Suárez Huape como un personaje clave y principal en la lucha social dentro y fuera del Estado de Morelos, así mismo se solidarizó con los movimientos independentistas en El Salvador y Nicaragua. Durante estos años también participó en la expansión y fortalecimiento de las Comunidades Eclesiales de Base (CEBS).

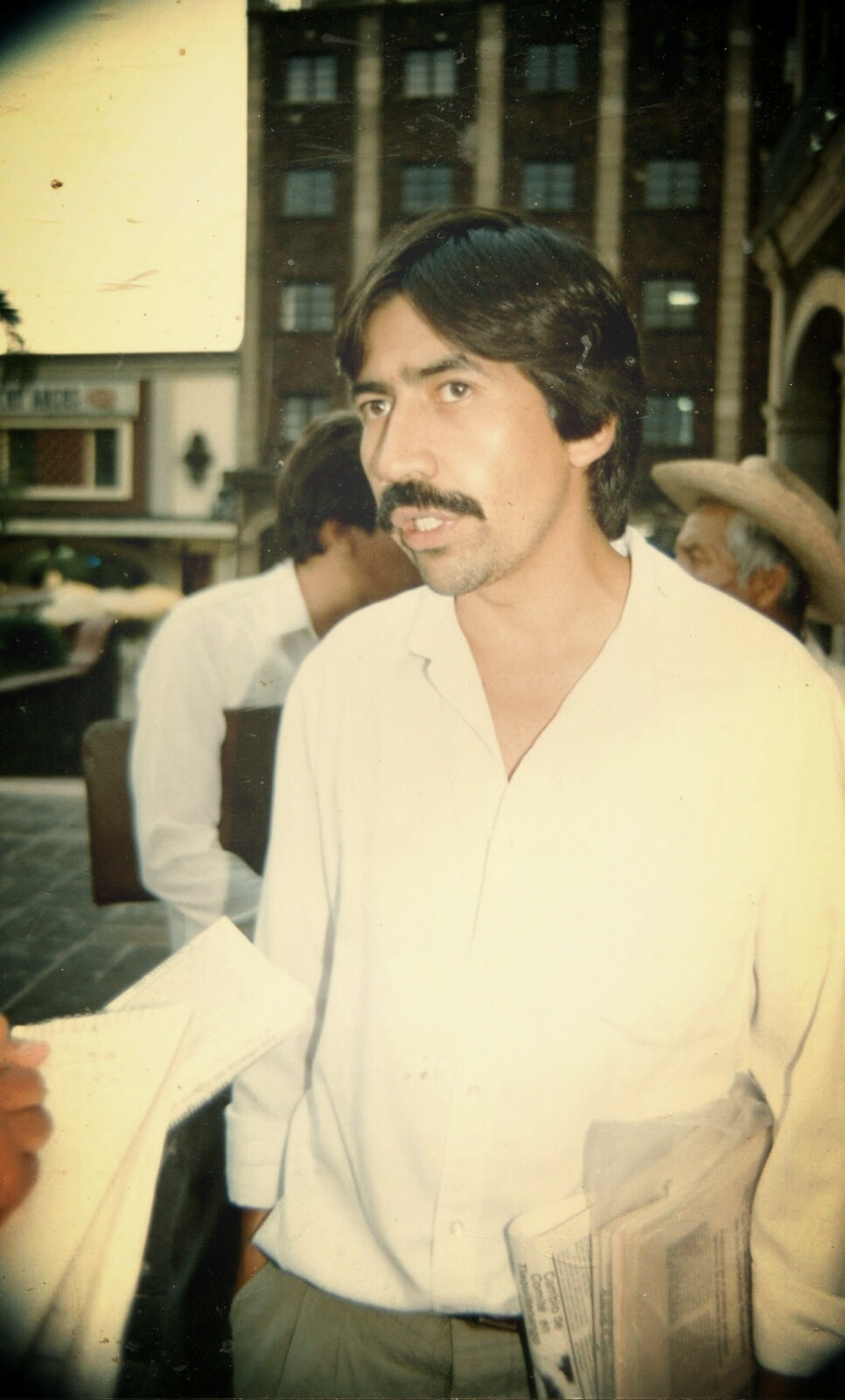
Diputado Juan Ignacio Suárez Huape

#### Frente Cívico Pro-Defensa del Casino de la Selva
En el año 2004 formó el Frente Cívico Pro-Defensa del Casino de la Selva junto con otros 32 líderes sociales en Morelos como Flora Guerrero, Pietro Ameglio, Adriana Mújica, Gabriel Rivas, entre otros. El movimiento tuvo como fin el hacer evidentes la obtención irregular del predio, la devastación de árboles, la destrucción de bienes arquitectónicos, escultóricos y pictóricos. Además del impacto económico negativo sobre la economía de la ciudad de Cuernavaca, las vías de comunicación y la vida cultural.
El Frente Cívico se caracterizó por ser un movimiento de acción no violenta que usó todas las herramientas posibles para la defensa del ex Hotel Casino de la Selva: marchas, plantones, ayunos, cartas, diálogos, actividades culturales, foros, denuncias ante organismos nacionales e internacionales de Derechos Humanos, etcétera. Al contrario, las autoridades en turno respondieron en defensa de intereses económicos haciendo uso de la violencia a través del hostigamiento, amenazas, encarcelamiento y acoso judicial a quienes pertenecieron al Frente Cívico.
Se concluyó que los 33 activistas del Frente Cívico Pro Casino de la Selva que durante tres años estuvieron sujetos a un proceso judicial por los presuntos delitos de ataques a las vías de comunicación y medios de transporte, resistencia de particulares, desobediencia, motín y sabotaje, fueron absueltos de manera definitiva por el juez de la sala auxiliar del Tribunal Superior de Justicia del estado de Morelos. José Luis Urióstegui Salgado, abogado de los acusados, resaltó que la sentencia confirmó lo que desde un principio se denunció: las violaciones flagrantes a la normatividad y a los derechos humanos de los procesados. Recordó que el juicio se llevó a cabo a pesar de que las autoridades estatales no presentaron nunca la querella respectiva, tal como plantea el Código Penal, y en cambio el juez admitió la denuncia interpuesta por un síndico procurador de Cuernavaca que carecía de la representación jurídica para ello.
Por su persistencia en la defensa del Casino de la Selva, de Cuernavaca y por solidarizarse con otras causas ambientalistas y de defensa de bienes culturales frente a proyectos mercantilistas, se otorgó en 2004 el XII Premio Nacional de Derechos Humanos “Don Sergio Méndez Arceo” al colectivo de personas defensoras de derechos humanos que conforman el Frente Cívico Pro Defensa del Casino de la Selva.

#### Movimiento Morelense contra Concesiones Mineras
Fue miembro fundador del Movimiento Morelense contra Concesiones Mineras, un movimiento que nació para frenar la explotación de los minerales, causando la desertificación y expoliación de la región, afectaría la cantidad y calidad de los acuíferos que nutren a la Ciudad de Cuernavaca y muchos otros pueblos de Morelos.
“Es absolutamente insuficiente frente a la problemática que tenemos en México por la creación de una ley minera que es la más laxa que hay en América Latina; no hay ley más permisiva y más favorable a las mineras en América Latina que la mexicana.” Ignacio Suárez Huape, activista social.

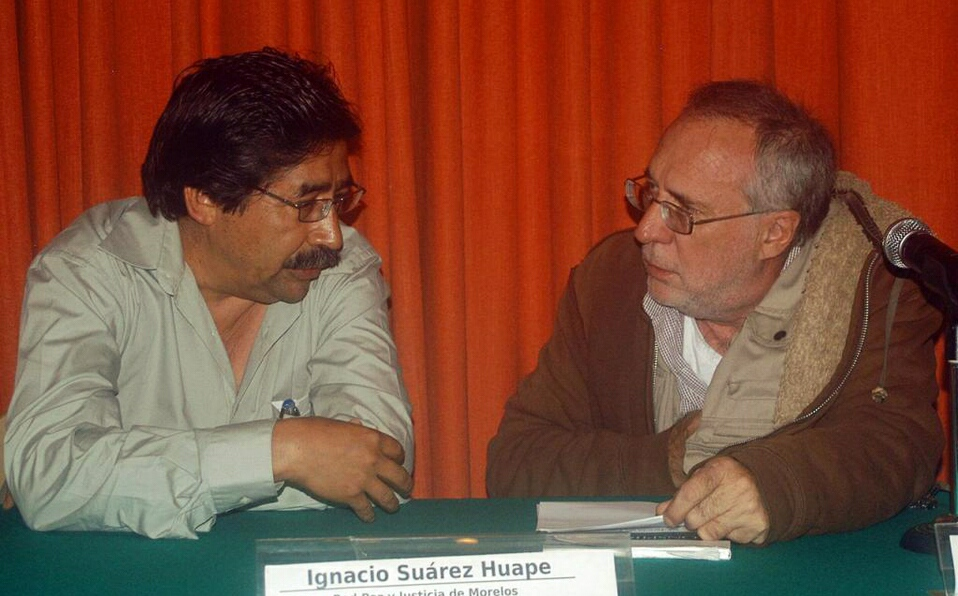
Juan Ignacio Suárez Huape manteniendo un diálogo con el poeta Javier Sicilia

Finalmente el viernes 7 de junio del 2013, el Secretario de Desarrollo Sustentable del Estado de Morelos, Topiltzin Contreras MacBeath, informó que el C. Alfonso Ramírez Flores, titular de la Dirección General de Impacto y Riesgo Ambiental de la SEMARNAT, como una consecuencia de la presión ejercida por la ciudadanía y el gobierno de Morelos, así como por la calidad de las razones opuestas al proyecto de la Esperanza Silver, negó a la empresa el permiso de explotación minera, lo cual constituye una muy importante victoria de la ciudadanía morelense sobre el gran capital ecodepredador.

## Ideología Política
Suárez Huape fue un hombre con una participación política muy activa en el Estado de Morelos. Su pensamiento y acción fueron forjados en la Teología de la Liberación en la época de Sergio Méndez Arceo. Fue defensor férreo de los Derechos Humanos y fiel creyente de la democracia, tolerancia, igualdad, equidad distributiva y protección del medio ambiente. Desde su rol de opositor político ejerció en todo momento los instrumentos de participación institucionales pero también la desobediencia y resistencia civil propuesta por Mahatma Gandhi.

## Fallecimiento
Juan Ignacio Suárez Huape falleció junto a su esposa, Inés Montaño Delgadillo, en un accidente automovilístico sucedido en la madrugada del día 20 de mayo de 2015 en la autopista federal México - Cuernavaca a la altura del kilómetro 71. Su muerte fue anunciada en la prensa local y nacional. Su funeral se celebró el 21 de mayo día por la tarde en la iglesia del municipio de Jojutla de Juárez, ante cientos de personas que se dieron cita en el templo. El cortejo salió de la parroquia para dirigirse al llamado panteón nuevo de Jojutla, en la colonia Pedro Amaro, donde fue sepultado.